# Philippe Martin (acteur)
Pour les articles homonymes, voir Philippe Martin et Martin.
Philippe Martin est un acteur québécois. Très actif dans le doublage, il est notamment la voix québécoise de Chris Pratt, Bradley Cooper, Emile Hirsch, John Cho, Jim Sturgess, Cam Gigandet, Jon Heder, Morty Smith et J.P. Spamley dans Ralph brise l'internet et de Mario dans Super Mario Bros. Le Film.

## Biographie
Il a joué dans des téléfilms comme Rumeurs ou Max inc, des films comme Souvenirs intimes, et de nombreuses pièces de théâtre.

## Doublage
- Chris Pratt dans :
  - La Guerre des mariées (2009) : Fletcher
  - Déjà 10 ans (2011) : Cully
  - Opération avant l'aube (2012) : Justin, agent DEVGRU
  - Elle (2013) : Paul
  - Donneur anonyme (2013) :  Brett
  - Les Gardiens de la Galaxie (2014) : Peter Quill / Star-Lord
  - Monde jurassique (2015) : Owen Grady
  - Les Sept Mercenaires (2016) : Josh Faraday, le joueur
  - Passagers (2016) : James « Jim » Preston
  - Les Gardiens de la Galaxie Vol. 2 (2017) : Peter Quill / Star-Lord
  - Avengers : La Guerre de l'infini (2018) : Peter Quill / Star-Lord
  - Monde jurassique : Le royaume déchu (2018) : Owen Grady
  - Avengers : Phase finale (2019) : Peter Quill / Star-Lord
  - The Tomorrow War (2021) : James Daniel « Dan » Forester Junior
  - Monde jurassique : La Domination (2022) : Owen Grady
  - Thor : Amour et tonnerre  (2022) : Peter Quill / Star-Lord
  - Les Gardiens de la Galaxie Vol. 3 (2023) : Peter Quill / Star-Lord
- Bradley Cooper dans :
  - Monsieur Oui (2008) : Peter
  - Le Rockeur (2008) : Trash
  - Lendemain de veille (2009) : Phil Wenneck
  - Lendemain de veille 2 (2011) : Phil Wenneck
  - Délits et fuite (2012) : Alex D'Mitri
  - Les Mots (2012) : Rory Jansen
  - Lendemain de veille 3 (2013) : Phil Wenneck
  - Arnaque américaine (2013) : Richard « Richie » DiMaso
  - Brûlé : Un chef sous pression (2015) : Adam Jones
  - Joy (2015) : Neil
  - Chiens de guerre (2016) : Henry Girard
  - Rêver grand (2021) : Jon Peters
- Emile Hirsch dans :
  - Le Club des empereurs (2002) : Sedgewick Bell
  - Les Seigneurs de Dogtown (2005) : Jay Adams
  - Mâle Alpha (2006) : Johnny Truelove
  - Vers l'inconnu (2007) : Christopher McCandless
  - Speed Racer (2008) : Speed Racer
  - Harvey Milk (2009) : Cleve Jones
  - Crépuscule (2011) : Sean
  - Sauvages (2012) : Spin
  - Chambre forte (2023) : Michael 'Mikey' Walsh
- John Cho dans : 
  - Harold et Kumar chassent le burger (2004) : Harold Lee
  - Harold et Kumar s'évadent de Guantanamo (2008) : Harold Lee
  - Harold et Kumar fêtent Noël en 3D (2011) : Harold Lee
  - Vol d'identité (2013) : Daniel Casey
  - Recherchée (2018) : David Kim
  - Rage Meurtrière (2020) : Peter Spencer
  - Terrifiante (2024) : Curtis
- Jim Sturgess dans : 
  - Deux Sœurs pour un roi (2008) : George Boleyn
  - 21 (2008) : Ben Campbell
  - Le Dénonciateur (2008) : Martin McGartland
  - Les Chemins de la liberté (2010) : Janusz « Pakhan »
  - Un jour (2011) : Dexter
  - Cartographie des nuages (2012) : Adam Ewing, un pauvre client de l'hôtel, le père de Megan, Écossais du bar, Hae-Joo Chang et Adam, le beau-frère de Zachry
  - Géotempête (2017) : Max Lawson
- Cam Gigandet dans :
  - Les apprentis golfeurs (2007) : Mick
  - Chacun son Combat (2008) : Ryan McCarthy
  - Twilight : La Fascination (2008) : James
  - Pandorum (2009) : Gallo
  - Burlesque (2010) : Jack Miller
  - Prêtre (2011) : Hicks
- Jon Heder dans :
  - L'Académie des losers (2006) : Roger
  - Les Benchwarmers : Ça chauffe sur le banc (2006) : Clark Reedy
  - Hasards de route (2007) : Orlie
  - Les Rois du patin (2007) : James « Jimmy » MacElroy
  - Fils à maman (2007) : Jeffrey Manus
  - C'était à Rome (2010) : Lance, le magicien de rue

### Animation
- 2006 : Souris City : Spike
- 2009 : Fantastique Maître Renard : Ash
- 2010 : Alpha et Omega : Garth
- 2012 : Rebelle : jeune Macintosh
- 2014 : Le Film Lego : Emmet
- 2018 : Ralph brise l'internet : J.P. Spamley
- 2019 : Le Film Lego 2 : Emmet / Rex Dangervest
- 2021 : Chantez! 2 : Rick
- 2022 : Avalonia, un monde étrange : Searcher Clade
- 2023 : Super Mario Bros. le film : Mario
- 2024 : Garfield : Le film : Garfield
- 2025 : Une nuit au zoo : Xavier

### Séries télévisées
- Les Griffin : Doug
- Défis extrêmes : Lucas / Jordi / Quentin / Kévin
- Edgar & Ellen : Daniel Knightleigh
- Jimmy l'Intrépide : Samuel "Samy" Garvin / Dorkus
- Glurp Attack : Rat de Labo
- Super Académie : M. Troublebutor / Maître Xox
- Eddy Noisette : Bucky "Buck" Beaver
- Coroner Da Vinci : Constable Carter
- Durham County : Mike Sweeney
- Confiance fatale : Dr Mark Lucas
- Médecins de combat : Les Jalskid Kid / Le Novelle Maker / La Chaos
- Skatoony : Earl
- Rick et Morty : Morty Smith